# Lefogaki
Lefogaki ist eine kleine, unbewohnte Insel des Nanumea-Atolls im südpazifischen Inselstaat Tuvalu. Sie liegt im Zentrum des Atolls und ist 0,2 Hektar groß. Lefogaki ist dicht bewaldet.
Traditionellen Überlieferungen nach soll die Insel aus Sand entstanden sein, der aus Körben von zwei Frauen gerieselt ist, als sie vor dem   tongaischen Kriegsherren Tefolaha flohen.